# Solo Display Team
El Solo Display Team es el grupo acrobático de la Real Fuerza Aérea de los Países Bajos del cual existen dos subgrupos, uno que utiliza el F-16 y otro el Pilatus PC-7.

## Galería de imágenes

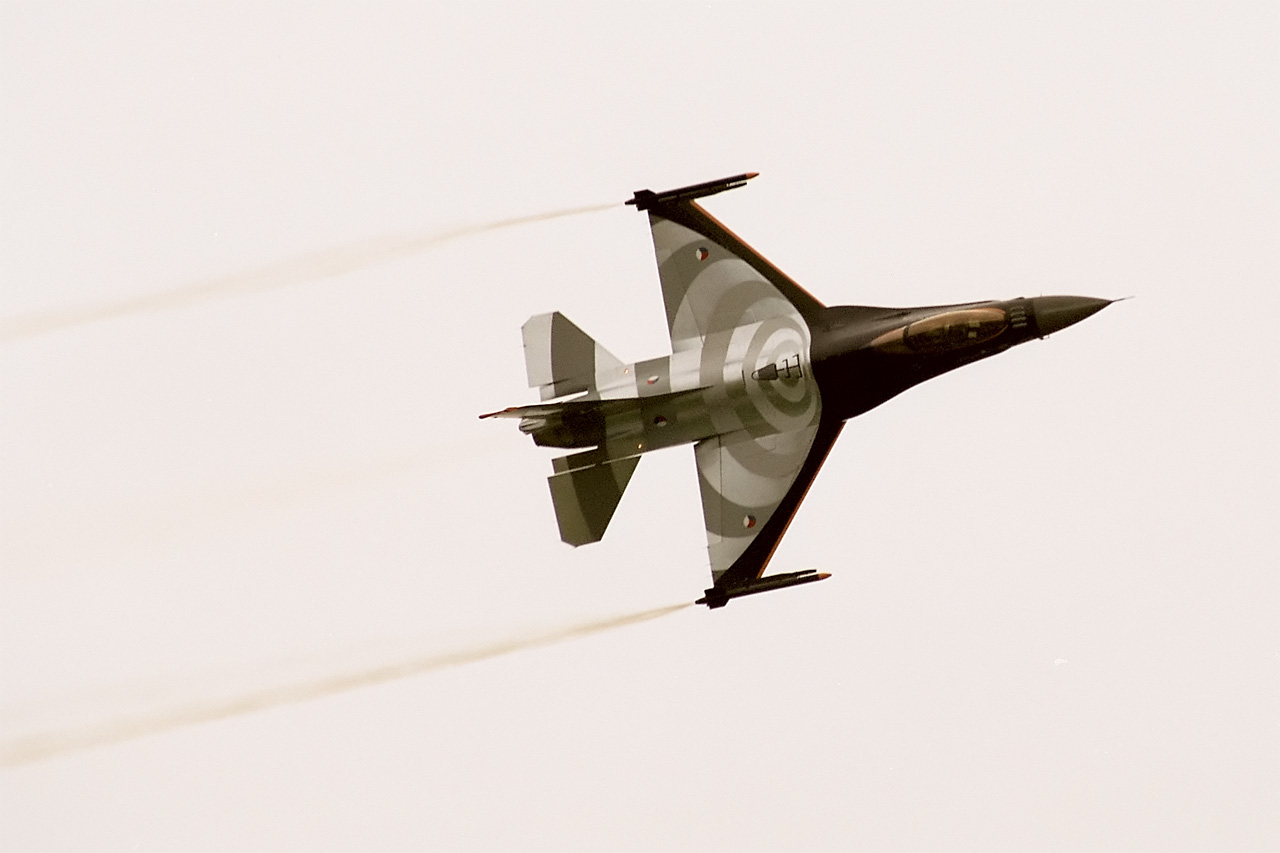
Radom Air Show 2005.
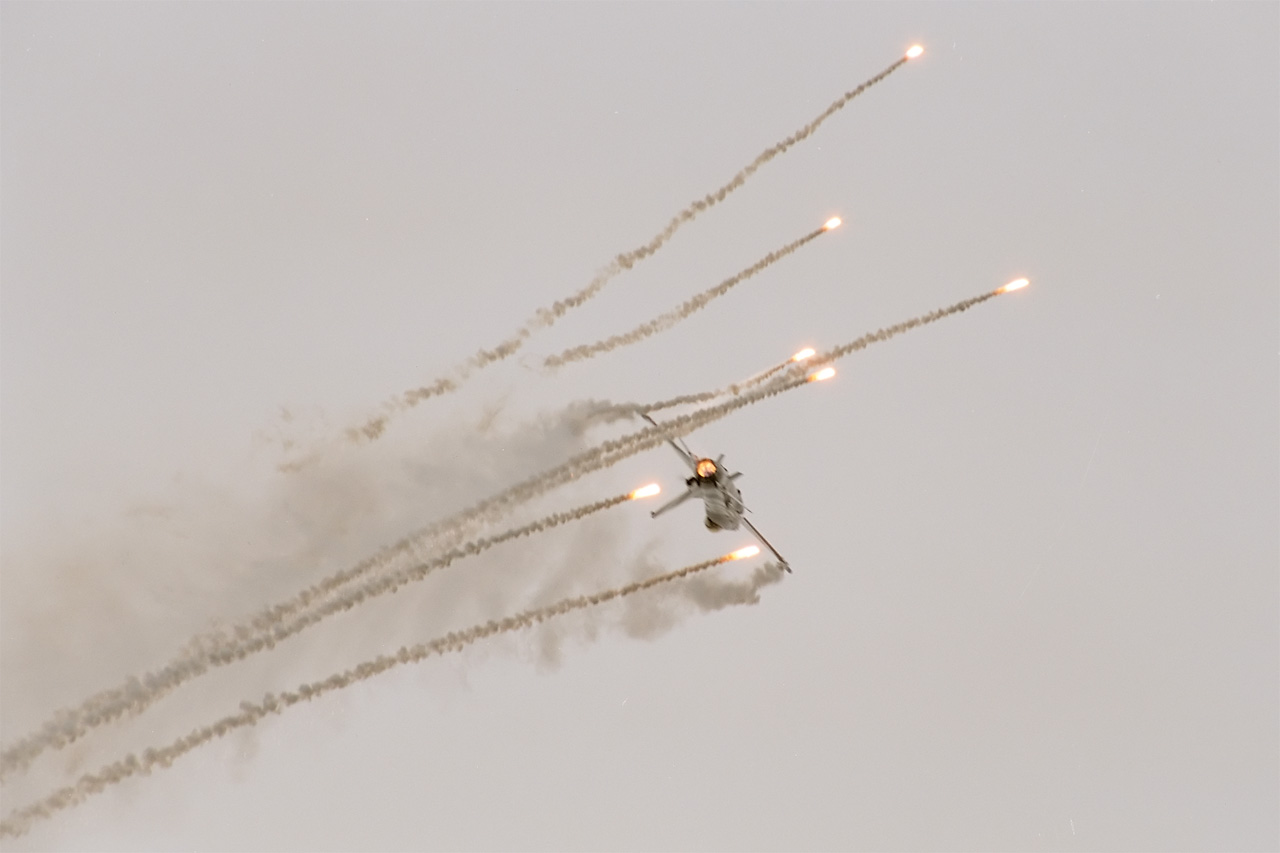
Lanzando bengalas.
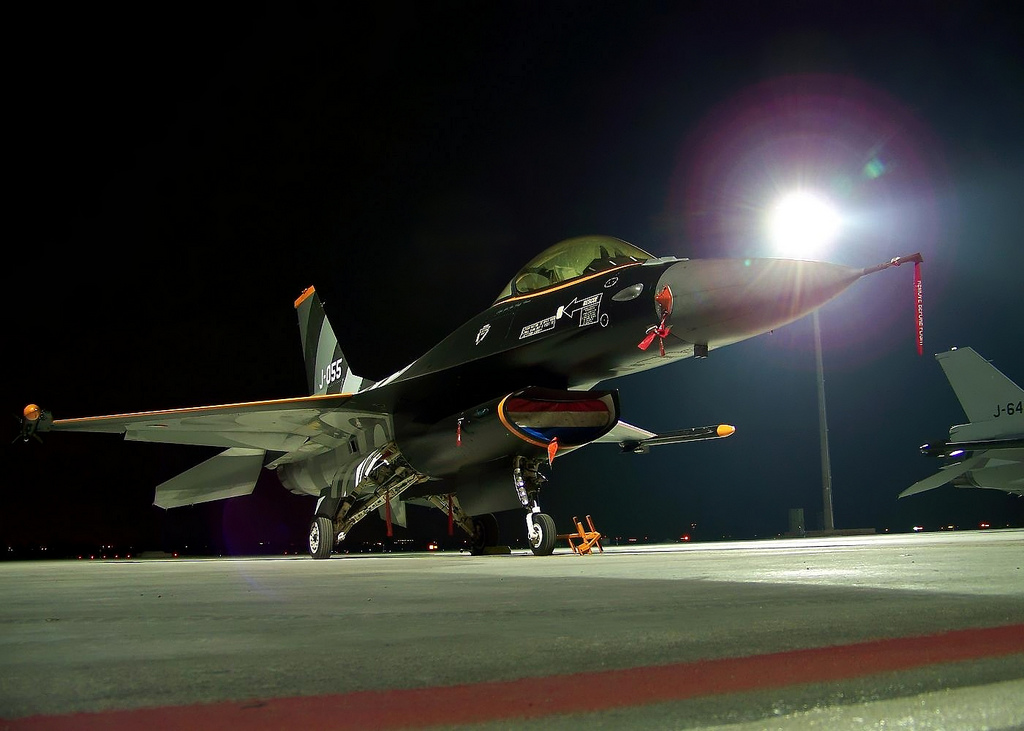
Antes de participar en la Festa al Cel de 2006.
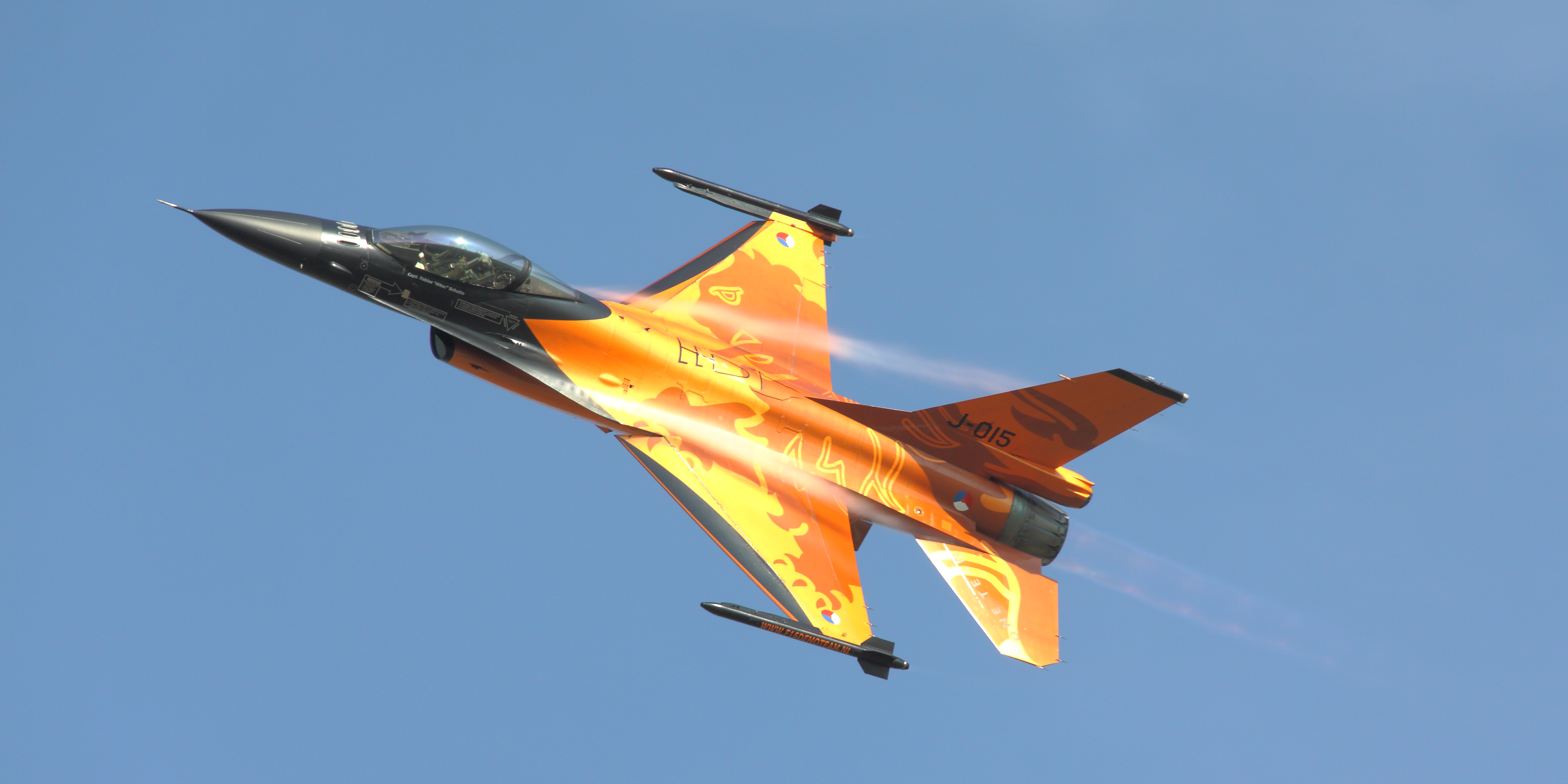
F-16 Solo Display Team en 2011.